# أرتور بريزيو كارتر
أرتور بريزيو كارتر (بالإسبانية: Arturo Brizio Carter)‏ هو لاعب كرة قدم وحكم كرة قدم مكسيكي، ولد في 9 مارس 1956 في مدينة مكسيكو في المكسيك.

## وصلات خارجية
- أرتور بريزيو كارتر على موقع Soccerway.com (الإنجليزية)
- أرتور بريزيو كارتر على موقع أوليمبيديا (الإنجليزية)